# 香港人壽
香港人壽保險有限公司，簡稱香港人壽保險，以及香港人壽（英語：Hong Kong Life Insurance Limited），在2001年，由華僑銀行（香港）（持股33.33%）、亞洲保險有限公司（持股16.67%）、創興銀行有限公司（持股16.67%）、上海商業銀行有限公司（持股16.67%）和招商永隆銀行有限公司（持股16.67%），於總部香港合組聯營成立。業務在本港經營傳統儲蓄壽險、萬用壽險、定期壽險、退休保障、兒童壽險、醫療及危疾保障、意外及傷殘保障及團體保險。
2017年3月20日，該公司原本上述5名股東以71億港元，出售予神祕買家為首元國際有限公司（中國先鋒集團持有），其主席陳智文（陳有慶兒子，也是陳智思胞兄）及總經理張立輝表示，出售後維持正常運作。而高盛（亞洲）有限責任公司和野村國際（香港）有限公司作為上述5名股東聯席財務顧問。
2018年10月1日，創興、亞洲金融集團分別公布，有關出售其於香港人壽持股的交易已終止。原因是據售股協議，售股的完成以特定條件的達成為條件。但基於特定條件於最後日期（9月30日）前尚未達成，賣方已根據售股協議條款終止售股，並即時沒收買方支付的7.1億元按金。
2024年12月27日，亞洲金融集團、華僑銀行香港分別公布，連同其他股東創興保險、上海商業銀行及招商永隆代理以總代價約17.68億元悉售香港人壽予越秀企業；交易將取決於慣常的成交條件，包括但不限於監管機構的批准。

## 外部連結
- hklife.com.hk （页面存档备份，存于）